# بورش 924
بورش 924 هي سيارة كوبيه رياضية خلفية الدفع من صناعة بورشه أنتجت في 1976 وتوقف إنتاجها في 1988. أنتجت 924 لتحلّ محل سيارة بورش 914.